# Dorofei, Bacău
Dorofei este un sat în comuna Dealu Morii din județul Bacău, Moldova, România.